# J. 로턴 콜린스
 조셉 "라이트닝 조" 로턴 콜린스 (Joseph "Lightning Joe" Lawton Collins, 1896년 5월 1일 – 1987년 9월 12일)는 한국 전쟁 당시 미국의 육군 참모총장이며, 제2차 세계 대전 당시에는 육군 장교로 태평양 전쟁과 유럽 전구에서 전투한 전력이 있다. 그의 형인 제임스 로턴 콜린스 또한 미국의 장교였으며, 그의 사촌 마이클 콜린스는 1969년 아폴로 11호 임무에서 모듈을 비행한 사령관이기도 했다.

## 초기 경력
콜린스는 뉴올리언스의 아일랜드 가톨릭을 믿는 가족에게서 태어났다. 그는 미국 육군사관학교를 1917년 졸업했으며, 소위에 임명되어 제22보병사단에 배치되었다. 이후 동년 5월에는 중위로, 8월에는 대위로 승진했다. 그는 암스 보병학교에 입학하여 그의 다양한 직무를 1917년부터 1919년까지 수행했다. 1918년 9월에 일시적으로 소령으로 진급하여 제3군단의 제22보병사단을 프랑스에서 지휘했다. 1920년부터 1921년까지 독일 주둔 미군에 있으면서 그는 바이마르 공화국에 주둔하였다.

## 진급
콜린스는 대위로 복귀한 후 글래디스 이스터브룩과 혼인하였다. 이후 그는 1921년부터 1925년까지 웨스트포인트 사관학교에서 화학을 전공했다. 이후 1926년 보병사관학교를 졸업했고, 1927년 야전포병학교에서 더 나은 코스를 밟았다. 이후 그는 1927년부터 1931년까지 보병학교에서 무기 및 전략에 관한 강사가 되었고, 1932년 8월에 소령으로 진급했으며 1933년부터 1934년까지는 마닐라에 주둔하며 미국 제23여단의 실무관이 되었다그는 보병산업대학과 미국 육군전쟁대학을 각각 1937년과 1938년에 졸업했으며, 1940년 6월에는 육군 중령이, 1941년에는 미국 제7군단의 참모총장이 되었다.

## 제2차 세계 대전

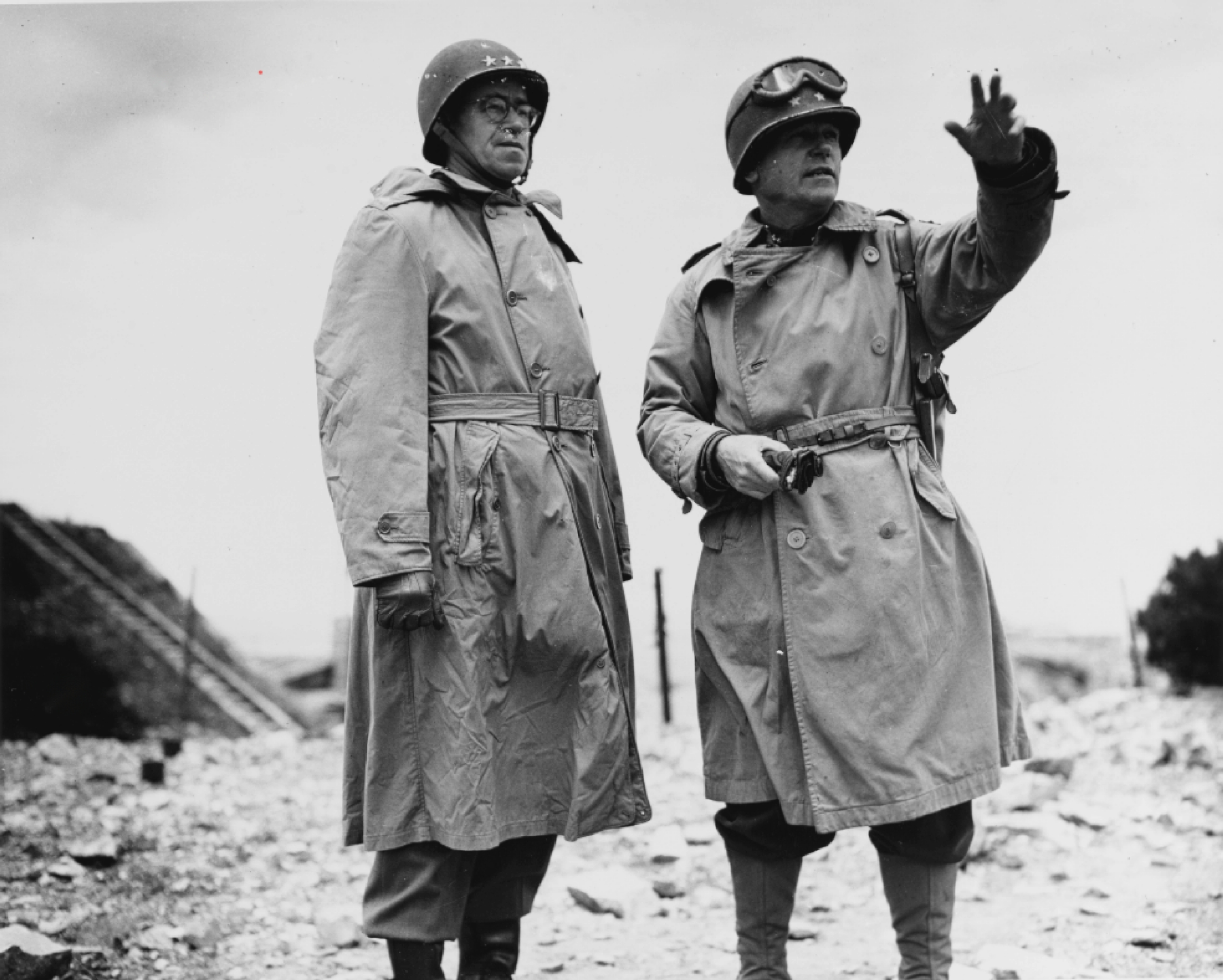
셀부르의 오마 브래들리와 콜린스 1944년 6월

1941년 대령으로 진급한 콜린스는 1942년 2월 여단장, 5월에는 소장으로 진급한다. 1941년에서 1942년 사이에 그는 하와이 지부의 참모 총장으로 미국 제25보병사단의 사령관이 되었는데 이 사단은 오아후에 있었으며 열대 번개 사단이라는 별칭이 있었다. 그는 1943년 7월부터 10월까지는 뉴조지아 전역에 배치되었다. 유럽으로 이동한 그는 노르망디 상륙 때 미국 제7군단을 맡아 1944년부터 1945년까지 서부 유럽 전선에서 싸웠다. 그는 코브라 작전에서 중요한 역할을 하였다.
유럽과 태평양 양쪽에서 싸운 몇 안되는 장교였던 그는 두 전역에서 독일과 일본, 두 적의 본성을 비교했다.
" 독일군은 일본군보다 잘 훈련되어 있었습니다. 우리가 싸웠던 일본군의 대다수는 훈련되어 있지 않았습니다. 훈련된 지도자들도 없었고요. 독일군은 전문적인 군대였습니다. ••• 일본군들은 ••• 포병이나 보병의 지원 같은 혼성 부대들을 어떻게 다루어야 할 지 몰랐습니다. 그들은 그래도 용감한 병사들이었지요. ••• 그들은 매우 매우 열심히 싸웠습니다만 그들은 독일군만큼 숙련되지는 않았습니다. 그러나 독일군은 일본군의 끈기를 가지지는 못했지요."

## 전후 시대
그는 1945년 8월부터 12월까지 육군 지상 병력의 사령관이자 참모총장이었고, 1945년 말부터 1947년까지는 육군 정보합참의장이기도 했다. 이후 1947년부터 1949년까지 미국 육군의 참모총장이었다가, 후에 부참모총장이 된다. 1948년 1월에는 일시적으로 장군으로, 그리고 영구적으로 대령으로 승진한다.

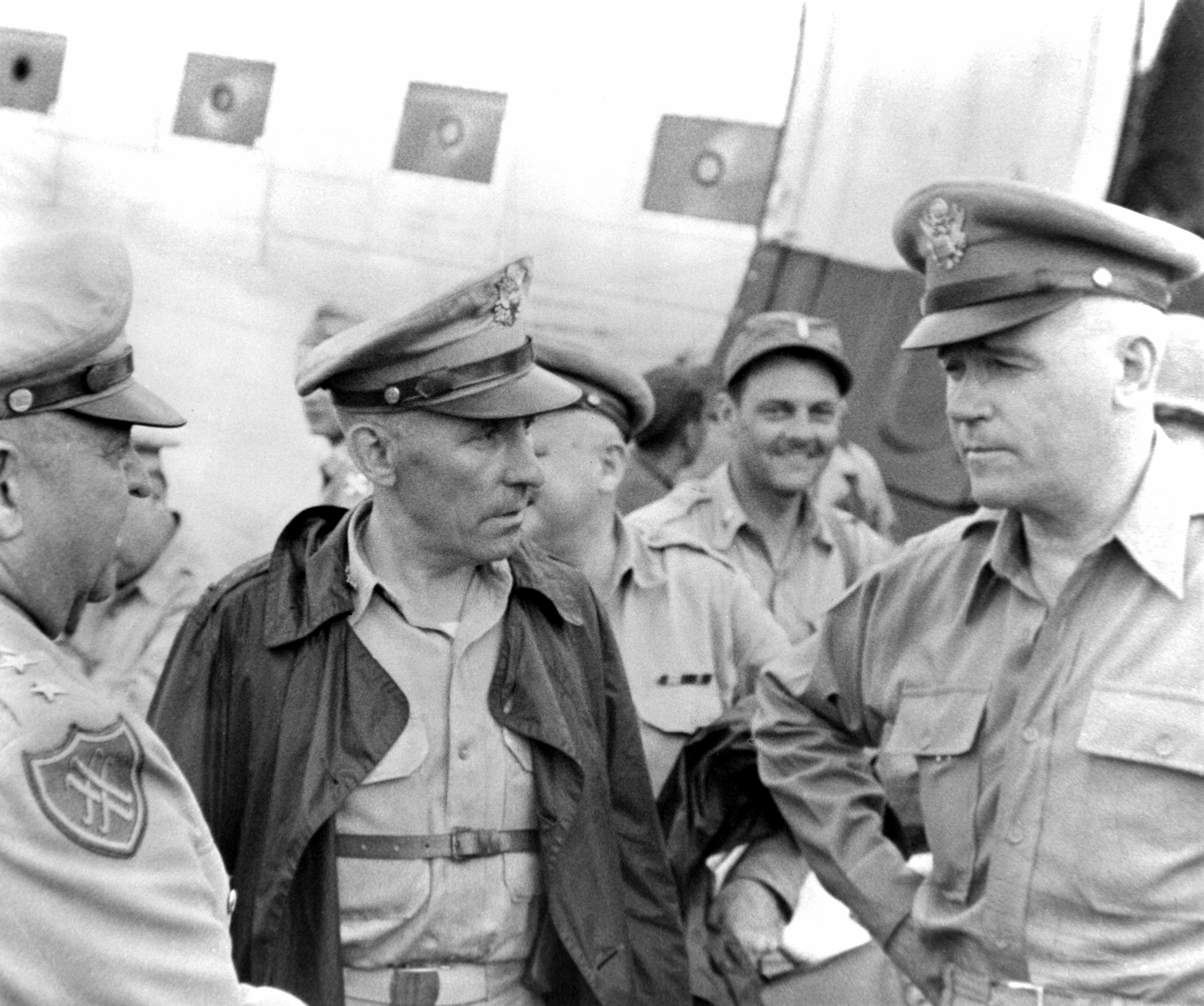
월턴 워커, 존 H. 처치와 한국에 있는 콜린스

## 육군 참모 총장
콜린스는 1949년 8월 16일부터 1953년 8월 15일까지 미국의 육군 참모총장으로 있었으며 한국 전쟁 당시에는 육군의 주요 장교로 남았다. 전쟁 기간에 그의 주요 목표는 적절히 훈련되고 무장된 병사들을 대한민국으로 보내는 것이었다. 그는 육군에게 첫 특수부대를 데리고 올 수 있는 철도 작전을 수행하라 지시했으며, 이것은 북대서양 조약 기구에서 그의 직무와 연관이 전혀 없는 것은 아니었다.

## 후기 경력
콜린스 소장은 1953년부터 1954년까지 북대서양 조약기구의 군사위원회 및 의회에서 미국을 대표하였고, 1954년부터 1955년까지는 베트남에서 대사관 역할을 맡았다가 그의 나토 직위로 복귀한다. 1956년 3월, 그는 육군에서 퇴직한다.

## 죽음
콜린스는 워싱턴 D.C.에서 1987년 9월 12일 사망했다. 그는 알링턴 국립 묘지에 묻혔다.